# Кастеллаццо, Луиджи
Луи́джи Кастелла́ццо (в русской литературе иногда — Кастелла́ци, итал. Luigi Castellazzo; 1827—1890) — итальянский политик и государственный деятель. Был адъютантом Гарибальди.

## Биография
Родился 29 сентября 1827 года в городе Павия.
Был одним из самых обсуждаемых персон итальянского Рисорджименто. По мнению многих историков, он несёт ответственность за предательство среди заговорщиков во время восстания в Мантуе, в результате чего были казнены Martiri di Belfiore, Enrico Tazzoli, Tito Speri и другие участники итальянского освободительного движения.
После Рисорджименто был адъютантом Джузеппе Гарибальди.
В 1866 году стал кавалером Савойского военного ордена.
17 июня 1867 года стал масоном, членом ложи «Concordia» во Флоренции. Занимал должность великого секретаря Великого востока Италии, имел 33° Древнего и принятого шотландского устава. Был редактором журнала «Rivista della Massoneria Italiana».
В 1884 году был избран в итальянский парламент от провинции Гроссето.
Умер 16 декабря 1890 года в городе Пистоя. Был кремирован, прах его находится на кладбище Кампо Верано в Риме.